# 도쿄 미디어 시티
도쿄 미디어 시티(Tokyo Media City, TMC)는 도쿄에 있는 스튜디오이다. 영상 제작 회사인 국제방영이 도쿄 미디어 시티를 소유, 관리하고 있다.